# Luke McAlister
Charles Luke McAlister (Waitara, 28 agosto 1983) è un ex rugbista a 15 neozelandese, utility back e 30 volte internazionale per gli All Blacks nei ruoli di tre quarti centro e apertura.

## Biografia
Figlio di Charlie McAlister, tredicista che spese buona parte della sua carriera in Inghilterra, Luke crebbe dai quattro ai tredici anni a Middleton, nella Grande Manchester, e coltivò la passione per il calcio, tanto da venir schierato centravanti per la formazione giovanile del Lancashire e ingaggiato dalla scuola calcio del Manchester Utd..
Il suo interesse per tale disciplina venne meno quando fu insultato da un allenatore perché faticava a tenere l'equilibrio durante un incontro su di un campo ghiacciato e al limite della praticabilità: «Il calcio fu divertente finché non capitai con un allenatore idiota; neppure mi prendevo con lui, così dissi: "Chi se ne frega, passo al rugby a 13"».
Tornato in Nuova Zelanda, si dedicò quindi al XIII nel suo ultimo anno di scuola secondaria, poi, passato alle superiori, visto che la disciplina a tredici non era prevista, entrò nella squadra di rugby a 15, specialità della quale era completamente ignaro e digiuno.
Terminata la scuola, nel 2002 fu selezionato per la provincia rugbistica di North Harbour, con la quale esordì nel campionato provinciale neozelandese, e l'anno successivo esordì in Super Rugby con la franchise di Auckland dei Blues, con cui vinse il titolo SANZAR già alla sua prima stagione.
Esordì negli All Blacks nel 2005 ad Auckland in occasione della serie contro i British Lions, e divenne elemento fisso della squadra fino alla Coppa del Mondo di rugby 2007, anno in cui lasciò il Paese per firmare un biennale con i Sale Sharks in Inghilterra; alla fine del contratto tornò in Nuova Zelanda ai Blues allo scopo di rendersi idoneo al richiamo in Nazionale e poter competere per un posto in squadra alla Coppa del Mondo di rugby 2011.
Il ritorno in Nazionale avvenne il 20 giugno 2009 durante un test match contro la Francia ma, a parte il Tri Nations successivo e un incontro nei test di fine anno (a Marsiglia, di nuovo contro la Francia), non fu più schierato.
Quando fu evidente che Graham Henry non avrebbe convocato McAlister per la Coppa, il giocatore decise di tornare in Europa e firmò, ad aprile 2011, un ingaggio per i francesi del Tolosa, anche se la federazione neozelandese, che lo teneva sotto contratto fino al 31 agosto, era riluttante a rilasciarlo anticipatamente se non dietro un indennizzo pari a circa 35 000 euro che il tecnico del Tolosa Guy Novès si rifiutò di pagare asserendo che il club «non è una vacca da mungere»; McAlister fu libero quindi di presentarsi a Tolosa solo dopo il 1º settembre; nel suo nuovo club si aggiudicò al primo anno il campionato francese.
Vanta anche un invito nei Barbarians risalente al periodo inglese, in occasione dell'incontro con un XV dell'Australia.

## Palmarès
- Super Rugby: 1
Blues: 2003
- Campionati francesi: 1
Tolosa: 2011-12